# Хвощинка (Волгоградська область)
Хвощинка (рос. Хвощинка) — хутір у Єланському районі Волгоградської області Російської Федерації.
Населення становить 258 осіб. Входить до складу муніципального утворення Морецьке сільське поселення.

## Історія
Хутір розташований у межах українського історичного та культурного регіону Жовтий Клин.
Згідно із законом від 24 грудня 2004 року № 980-ОД органом місцевого самоврядування є Морецьке сільське поселення.

## Населення
| 2010 |
| ---- |
| 258  |